# 马尔尚维尔
马尔尚维尔（法語：Marchainville，法語發音：[maʁʃɛ̃vil] ⓘ）是法国奥恩省的一个旧市镇，属于莫尔塔涅欧佩什区。2016年1月1日，马尔尚维尔和相邻的另外7个市镇合并为新市镇隆尼莱维拉日（Longny les Villages）。

## 地理
马尔尚维尔（48°35'4"N, 0°48'54"E）面积21.61 平方千米，位于法国诺曼底大区奧恩省，该省份为法国西北部内陆省份，北起顺时针与卡爾瓦多斯省、厄尔省、厄尔-卢瓦省、萨尔特省、马耶讷省和芒什省接壤。
与马尔尚维尔接壤的市镇（或旧市镇、城区）包括：维达姆堡、洛姆沙蒙多、厄尔河畔拉朗德、穆利桑、穆松维利耶、圣莫里斯莱沙朗塞。
马尔尚维尔的时区为UTC+01:00、UTC+02:00（夏令时）。

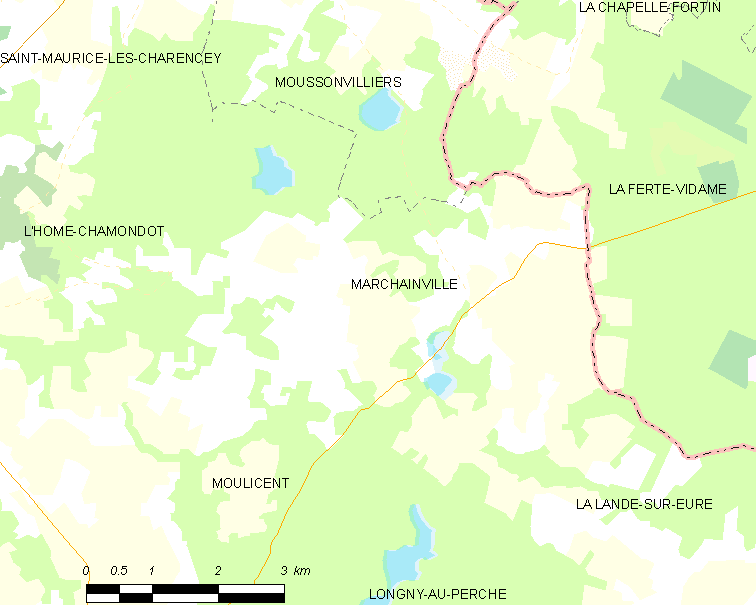
马尔尚维尔的OSM定位图

## 行政
马尔尚维尔的邮政编码为61290，INSEE市镇编码为61250。

## 政治
马尔尚维尔所属的省级选区为图鲁夫尔欧佩什县。

## 人口

1962-2008年间马尔尚维尔人口变化图示

马尔尚维尔于2018年1月1日时的人口数量为247人。